# Atrophaneura nox
Atrophaneura nox (Swainson, 1822 Zool. Illustr. (1) 2 (20): pl. 102) là một loài bướm ngày thuộc họ Papilionidae được tìm thấy ở Java, bắc Borneo và bán đảo Malaysia.

## Hình ảnh

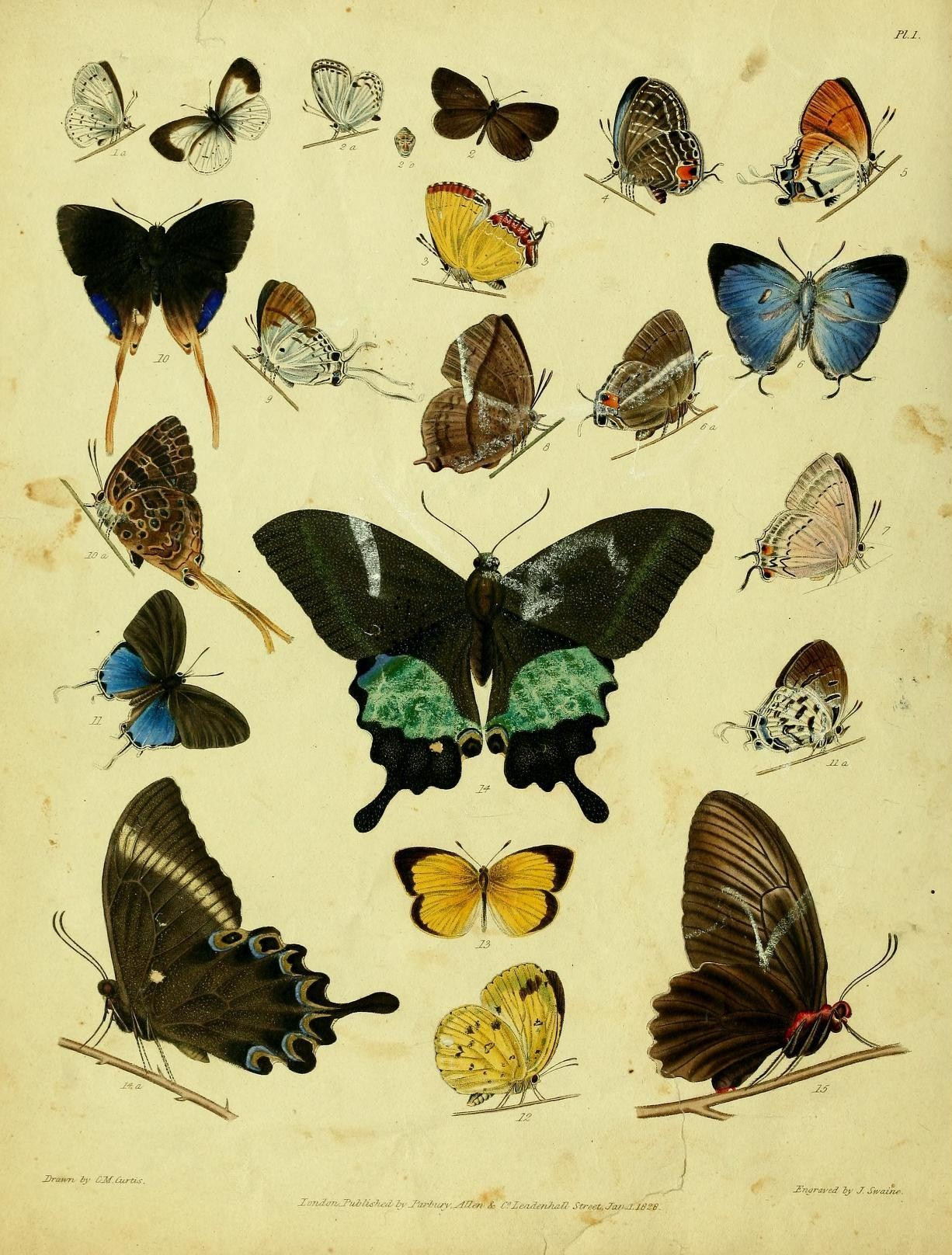
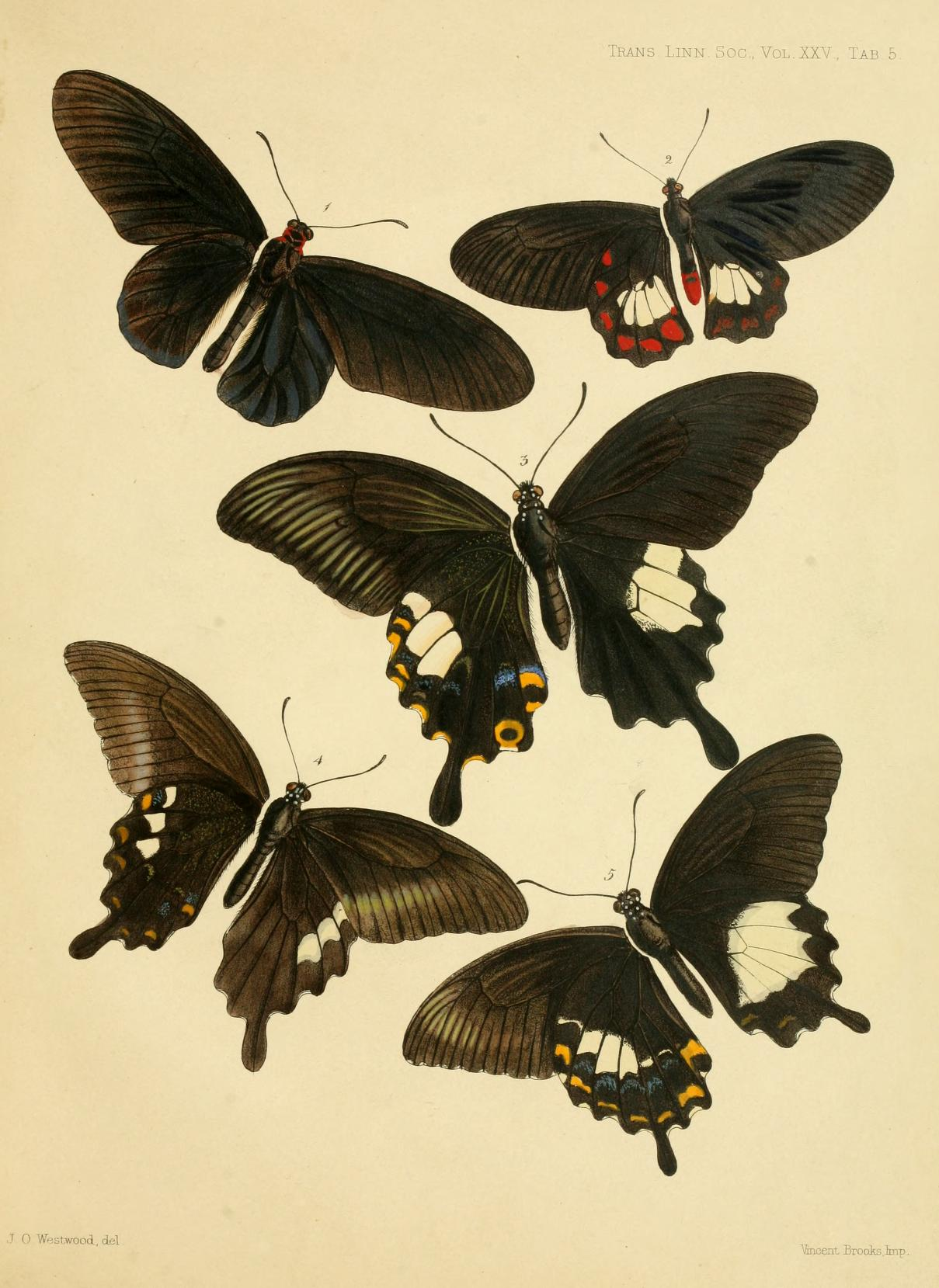
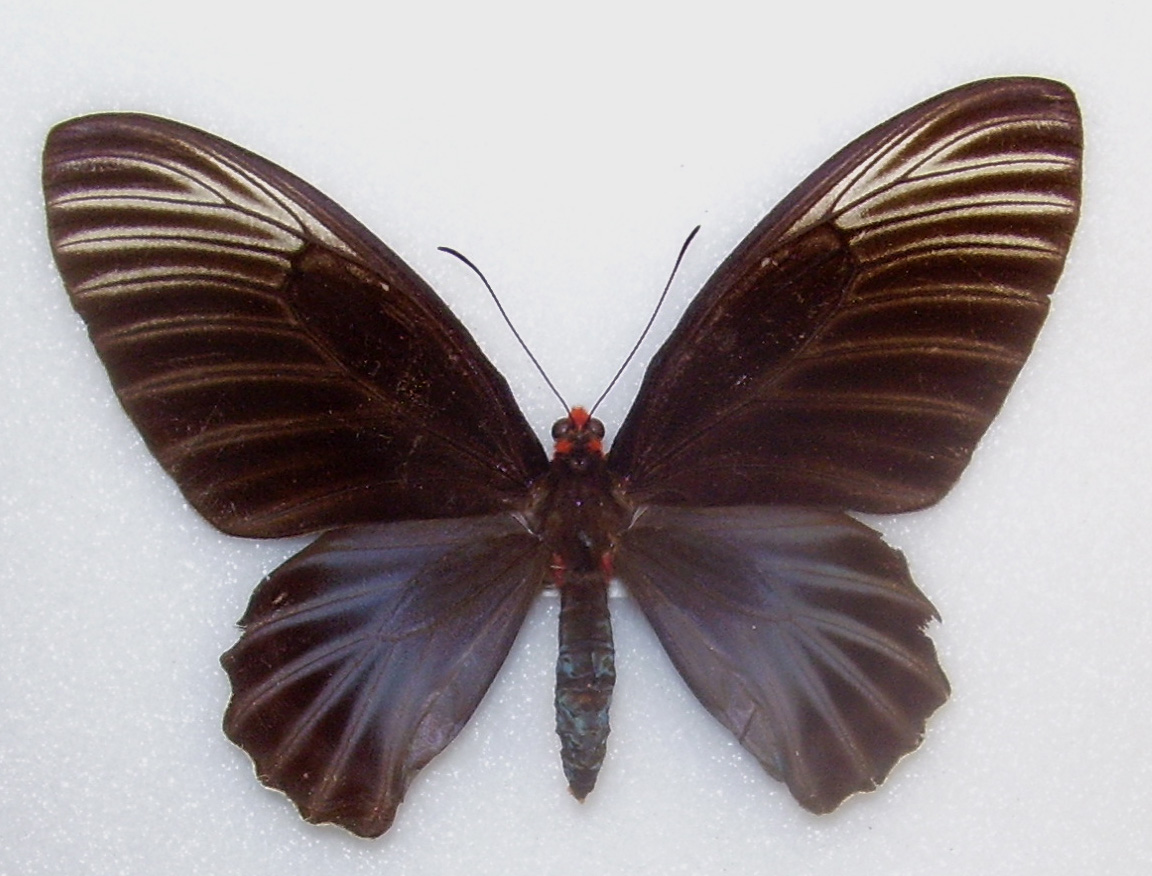